# Benkovo
Benkovo falu Horvátországban Krapina-Zagorje megyében. Közigazgatásilag Pregradához tartozik.

## Fekvése
Krapinától 6 km-re délnyugatra, községközpontjától 6 km-re délkeletre a Horvát Zagorje nyugati részén fekszik.

## Története
A településnek 1857-ben 269, 1910-ben 469 lakosa volt. Trianonig Varasd vármegye Pregradai járásához tartozott. A településnek 2001-ben 359 lakosa volt.

## Külső hivatkozások
- Pregrada hivatalos oldala
- A város információs portálja